# Carl Wiesen

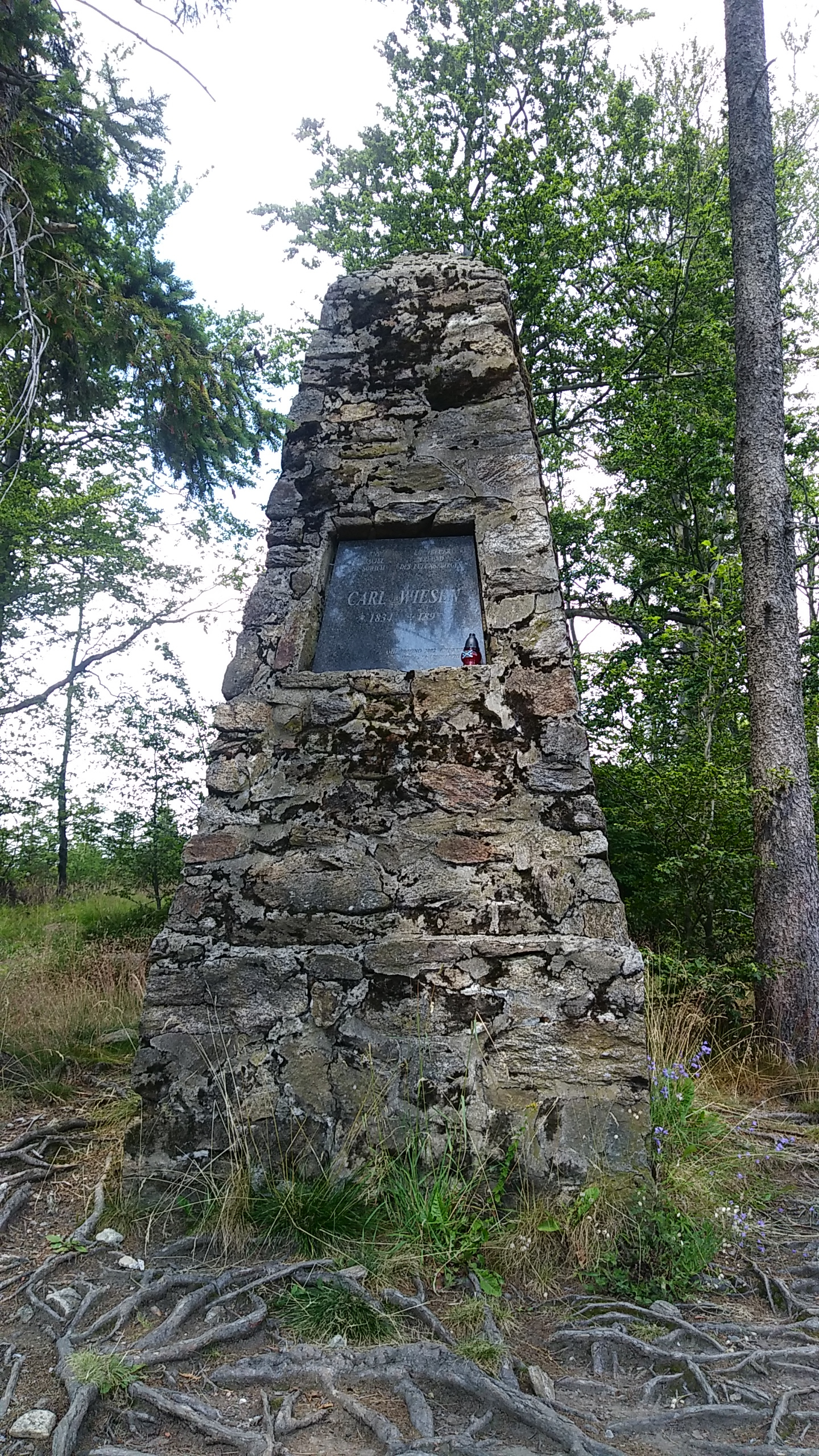
Obelisk Carla Wiesena

Carl Wiesen (ur. 1834 r. – zm. 19 kwietnia 1897 r.) – niemiecki fabrykant, propagator i działacz turystyczny z rejonu Gór Sowich.
Fabrykant, współwłaściciel zakładów włókienniczych «Websky, Hartmann & Wiesen AG», zasłużony przewodniczący walimskiego Towarzystwa Sowiogórskiego (niem. Eulengebirgsverein Waltersdorf). Był zaangażowany w budowę pierwszej wieży na Wielkiej Sowie, zainicjował budowę schroniska Sowa (niem. Eulenbaude) pod Wielką Sową, na rzecz którego przekazał zakupiony przez siebie grunt w górnej części Sokolca. We współpracy z innymi towarzystwami górskimi propagował turystykę w Górach Sowich. Rozwijał infrastrukturę na potrzeby turystów poprzez znakowanie szlaków, wspieranie budowy schronisk, miejsc wypoczynku i wież widokowych.

## Upamiętnienie
W kwietniu 1898 na stoku Wielkiej Sowy na szlaku od przełęczy Sokolej na wieżę widokową niedaleko schroniska Sowa (niem. Eulenbaude) ufundowano tablicę na kamiennym obelisku upamiętniającą Carla Wiesena. Napis z tablicy: niem. Dem Andenken des treuen Freundes unserer Berge Karl Wiesen (Na pamiątkę oddanemu miłośnikowi naszych gór, Karlowi Wiesenowi). Pamiątkowy obelisk zachował się do obecnych czasów.